# Greenville (Maine)
Greenville – miasto w Stanach Zjednoczonych, w stanie Maine, w hrabstwie Piscataquis. W 2010 zamieszkiwało w nim ponad 1600 osób.